# Siaka Barry
Pour les articles homonymes, voir Barry.
Siaka Barry né le 14 juillet 1975 à Kankan en république de Guinée, est un homme politique guinéen.
Ministre de la Culture, des Sports et du Patrimoine historique de janvier 2016 à août 2017 et fondateur du parti Guinée debout en février 2019 qui deviendra par la suite le Mouvement populaire démocratique de Guinée (MPDG).

## Biographie
Siaka Barry est né le 14 juillet 1975 à Kankan. Fils de l'imam de Farako 2 à Kankan ElHadj Bangaly Barry, descendant d'une longue lignée de marabouts qui émigrèrent de Fougoumba dans le Fouta théocratique au XIXe siècle, pour s'installer dans le pays mandingue, dans la contrée de Balimana (à cheval entre Kankan et Siguiri) et Nagnalen Doumbouya de Djoma à Siguiri. 
Il grandit dans sa région natale de Kankan au sein d’une fratrie de vingt enfants.
Il suit des études primaires et secondaires à Kankan, avant d'entamer un cursus en sciences économiques à l'université Gamal Abdel Nasser de Conakry, où il obtiendra une maîtrise en Économie en 1998.
Lauréat d'une bourse d'études de la coopération belge, il soutiendra une thèse de DEA (Diplôme d'Études Approfondies) en 2008, à l'l'université catholique de Louvain en économie du développement.
Après une longue carrière en Guinée et à travers l'Afrique dans les ONGs et Institutions internationales (Handicap International, Fonds Européen de Développement FED, Programme des Nations-Unies pour le Développement PNUD, Save the Children, Plan International, Oxfam International, notamment dans les domaines du développement durable et de l'éducation), il dirige à partir de 2011, le Programme Sectoriel de l'éducation en Guinée (sous financement de la Banque Mondiale, de l'UNICEF et de l'Agence Française de Développement AFD).

## Ministre
Siaka Barry sera nommé, ministre de la Culture, des Sports et du Patrimoine historique de Guinée de  janvier 2016 jusqu'en août 2017.

## Parcours politique
Le 2 février 2019 il fonde le parti Guinée debout qui deviendra plus tard le Mouvement populaire démocratique de Guinée (MPDG).
Il est candidat aux élections législatives du 16 février 2020.
Le 22 mars 2020, à l'issue d'un double scrutin (législatif et référendaire) très controversé, son parti, le MPDG, remporte 3 sièges à l'Assemblée nationale, devenant ainsi la troisième force parlementaire en Guinée.
En novembre 2020, Siaka Barry démissionne de son mandat de député à l'assemblée nationale pour des raisons de convenances personnelles. Il continue à implanter son parti, le MPDG, à travers la Guinée, se préparant sûrement pour les échéances électorales futures.
Siaka Barry ne s'est pas déclaré candidat à la présidentielle de 2020, jugeant le processus électoral et la démarche politique du gouvernement non conformes aux valeurs et aux attentes de son parti.

## Vie privée
Siaka Barry est marié et père de 5 enfants. 
En outre, il est le frère ainé du ministre de l'agriculture et de l'élevage du gouvernement de la transition Mamoudou Nagnalen Barry.